# CGCG 539-029
CGCG 539-029 (auch als MCG +07-06-021 katalogisiert) ist eine Spiralgalaxie im Sternbild Andromeda. Sie bildet wahrscheinlich mit der Galaxie NGC 923 ein gravitativ gebundenes System.